# Відмова на користь держави
Відмова на користь держави — митний режим, відповідно до якого власник відмовляється від товарів, що перебувають під митним контролем, без будь-яких умов на свою користь. У режимі відмови на користь держави на товари не нараховуються і не справляються податки і збори, а також не застосовуються заходи нетарифного регулювання.
Відмова від товарів на користь держави допускається з дозволу митного органу, який видається у порядку, що встановлюється Кабінетом Міністрів України.
Для здійснення митного контролю й митного оформлення товарів у митному режимі відмови на користь держави їх власник або вповноважена ним особа доставляє ці товари на склад митного органу в строк, що не перевищує трьох діб з дня отримання дозволу на поміщення товарів у митний режим відмови на користь держави.
Підставою для поміщення товарів на склад митного органу є дозвіл митного органу на поміщення цих товарів у митний режим відмови на користь держави.
Перелік видів товарів, які не можуть бути поміщені в митний режим відмови на користь держави, визначається Кабінетом Міністрів України.
Митні органи не відшкодовують перевізнику та іншим особам будь-які витрати, пов'язані з транспортуванням, зберіганням товарів, здійсненням вантажних та інших операцій з ними при проведенні митного контролю й митного оформлення в митному режимі відмови на користь держави.